# Конверз
Конверз (светский брат) в западном монашестве — лицо, принадлежащее к монашескому ордену и живущее в монастыре, но принимающее на себя только часть монашеских обетов и занятое, главным образом, физической работой.
Конверзы при поступлении в монастырь принимали на себя специфические для данного ордена обеты, но не постриг. Если для пострига требовался определённый уровень образования, то путь в конверзы был открыт в том числе и для плохообразованных людей, и даже для совершенно неграмотных. Конверзы никогда не посвящались ни в диаконы, ни во священники, оставаясь по статусу мирянами. Главными обязанностями конверзов была работа в принадлежащих монастырю мастерских, на мельницах, фермах, конюшнях. Устав требовал от конверзов посвящать часть дня молитве, в то же время и монахи, принесшие полноценные обеты, обязывались к физическому труду. Но если монах физически трудился лишь небольшую часть дня, посвящая большую часть своего времени участию в богослужениях и индивидуальным молитвам, то конверзы, напротив, большую часть дня трудились, а молитвам отводилось существенно меньшее время.
Конверзы проживали отдельно от всей братии, в так называемых «домах конверзов». Они также носили одеяние, позволявшее отличать их от монахов, принявших постриг.
Первые упоминания о существовании конверзов относятся к XI веку, в частности известно об их существовании в 1038 году у валломброзианцев (ветви бенедиктинцев), затем — у цистерцианцев. В первые века западного монашества подобного деления между братьями в монастырях не было, все монахи в равной мере молились и трудились. Необходимость в появлении конверзов возникла с ростом монастырей, увеличением их богатства, расширением их хозяйственной деятельности и, как следствие, необходимостью привлечения дополнительной рабочей силы для выполнения работ, с которыми не успевали справиться монахи. Постепенно конверзы, соблюдавшие монашескую дисциплину, превратились в монахов второго ранга. Благодаря этому социальный состав монастырей расширился, хотя и путём внутреннего расслоения. Конверз, как правило, человек необразованный, должен был расстаться с мечтами о семейной жизни, подчиниться монашеской дисциплине, но без надежды когда-либо сделаться монахом; читать он не умел, и устав запрещал ему раскрывать книгу, он должен был выучить наизусть четыре молитвы, и этим, да ещё увещаниями аббата, ограничивалось всё его религиозное образование.
Постепенно число конверзов сокращалось, чему способствовало ослабление хозяйственной активности монастырей и распространение грамотности в широких слоях населения, что позволяло всё большему числу лиц, чувствовавших призвание к монашеству, принимать полноценные обеты. В XX веке конверзы полностью исчезли, в настоящее время все члены монашеского ордена имеют одинаковый статус и носят одинаковые одеяния.
С конверзами не следует смешивать новициев или послушников (лиц, готовящихся к принесению обетов), а также мирян, живущих при монастыре, но не собирающихся приносить какие-либо обеты.